# Сектантское насилие
Сектантское насилие или сектантская рознь — это форма общественного насилия, которая вдохновляется дискриминацией или ненавистью между различными сектами определенного типа идеологии или различными сектами одного вероисповедания внутри нации или сообщества. Примерами сектанского насилия являются вражда салафитских джихадистов против суфиев и шиитов .

## Концепция
По данным Стокгольмского международного института исследований проблем мира :
Традиционно сектантское насилие подразумевает симметричное противостояние между двумя или более негосударственными субъектами, представляющими различные группы населения. 

## Салафитский джихадизм против шиитов и суфиев

### В Сомали
Ахлю сунна валь джамаа — сомалийская военизированная группа, состоящая из суфиев и умеренных людей, выступающая против салафитской террористической группировки «Аш-Шабааб» . Они борются, чтобы не допустить навязывания салафизма в Сомали и защитить суннитско-суфийские традиции страны и в целом умеренные религиозные взгляды . 

## Среди сикхов
В 1978 году сикхи- халса, в состав которых входили Дамдами Таксал, Акханд Киртани Джатха и Акали-Нихангс во главе с Фауджей Сингхом и Джарнаилом Сингхом Бхиндранвале, столкнулись с членами Миссии Сант Ниранкари, еретической секты сикхов в Амритсаре, Пенджаб, после того как гуру Сант Ниранкари Гурбачан Сингх совершил богохульство, назвав себя реинкарнацией Гуру Нанака, сделал богохульные заявления в адрес Гуру Гобинда Сингха, Гуру Грантх Сахиба и создал святотатственные версии сикхских ритуалов. Столкновения закончились гибелью 3 сант-ниранкари и 13 сикхов халса .  